# Phrurotimpus sorkini
Espèce
Phrurotimpus sorkini est une espèce d'araignées aranéomorphes de la famille des Phrurolithidae.

## Distribution
Cette espèce est endémique des États-Unis. Elle se rencontre dans l'Est de la Géorgie et dans le Nord de la Floride.

## Description
La femelle holotype mesure 2,16 mm et le mâle paratype 2,02 mm.

## Étymologie
Cette espèce est nommée en l'honneur de Louis N. Sorkin.

## Publication originale
- Platnick, 2019 : The guardstone spiders of the Phrurotimpus palustris group (Araneae, Phrurolithidae). American Museum Novitates, no 3944, p. 1-29.